# Ludwig Stumpfegger
Ludwig Stumpfegger (Múnic, 11 de juliol de 1910 — 2 de maig de 1945) fou metge i ostentà el grau militar d'Obersturmbannführer de la Waffen-SS a Alemanya.
El 1930 inicià els seus estudis de Medicina a la Universitat de Múnic, i els acaba el 28 de novembre de 1935. Va obtenir el doctorat l'11 d'agost de 1937. Stumpfegger havia ingressat a la SS el juny del 1933 amb el número 83.668 i com a membre del Partit Nacional Socialista dels Treballadors Alemanys (NSDAP) des l'1 de maig de 1935 amb el número 3.616.119.
El 21 de maig de 1940 va ser nomenat Adjunt al SS Oberführer i metge Karl Gebhardt a la clínica de Hohenlychen. D'allí va passar al Camp de concentració de dones de Ravensbruck al qual ell i Gebhardt van fer experiments pseudo-científics amb detingudes. Va ser promogut tinent coronel des del 20 d'abril de 1943. Des de setembre de 1942 fins a maig de 1943 Stumpfegger va dirigir personalment els experiments a Hohenlychen. També va dur a terme experiments amb trasplantaments d'ossos i radiacions amb raigs X. Després va assassinar amb narcòtics les presoneres amb qui va experimentar.
El 19 de febrer de 1944 va fer una dissertació sobre aquest tipus d'experiències "científiques", per les quals va ser felicitat pel metge Ferdinand Sauerbruch. Aquell mateix any va ser assignat a la Cancelleria del Reich per Heinrich Himmler, per tal d'atendre a Joseph Goebbels com a Hitler, juntament amb Morell.
El 20 de juny de 1944, el Reichsführer Heinrich Himmler va atorgar-li l'Anell d'Honor de la calavera de la SS, en reconeixement dels serveis realitzats.
Al Führerbunker Stumpfegger, va ser qui va narcotitzar i posteriorment enverinar els fills de Joseph Goebbels i Magda Goebbels, aquesta última li havia demanat assistència.
Feia part d'un dels grups que van escapar del búnquer. Hi ha dues versions de la fi de Stumpfegger, la primera versió que havia prevalgut és que en la matinada del 2 maig 1945 entre l'1:30 i les 2:30 de la nit, es va suïcidar juntament amb Martin Bormann prop del Pont Weidendammer a Berlín davant la impossibilitat de poder escapar del setge rus. La segona versió d'Arthur Axmann és que tant Stumpfegger com Bormann anaven a gropes en un tanc Tiger per la Invalidenstrasse a la matinada del 2 de maig i el tanc va ser impactat per un obús i tant Bormann com Stumpfegger resultaren morts. Això va ser comprovat 27 anys després. El seu cos (d'1,90 m d'alçada) va ser trobat el 1972 al carrer esmentat i reconegut per proves d'Àcid desoxiribonucleic (ADN) l'any 1998 juntament amb el de Bormann (d'1,68 m d'alçada).

## En el cinema
Ludwig Stumpfegger ha estat interpretat pels següents actors en les produccions de cinema i televisió.
- John Barron en la pel·lícula britànica de Hitler 1973: The Last Ten Days.
- Peter Blythe en la producció de televisió britànica 1973 La mort d'Adolf Hitler.
- Thorsten Krohn a la pel·lícula L'enfonsament 2.004, alemany (Der Untergang).